# Brushy Creek (Teksas)
Brushy Creek je naseljeno mjesto za statističke potrebe u američkoj saveznoj državi Teksas. Prema popisu stanovništva iz 2010. u njemu je živjelo 21.764 stanovnika.